# Bosquerola flamígera
La bosquerola flamígera (Oreothlypis gutturalis) és un ocell de la família dels parúlids (Parulidae).

## Hàbitat i distribució
Habita els boscos d'Amèrica Central, a Costa Rica i Panamà.